# Oligosita ovidii
Oligosita ovidii är en stekelart som beskrevs av Girault 1920. Oligosita ovidii ingår i släktet Oligosita och familjen hårstrimsteklar. Inga underarter finns listade i Catalogue of Life.